# Belfast Giants
Les Belfast Giants sont un club de hockey sur glace de Belfast en Irlande du Nord. Il évolue dans le Championnat du Royaume-Uni, l’Elite Ice Hockey League.

## Historique

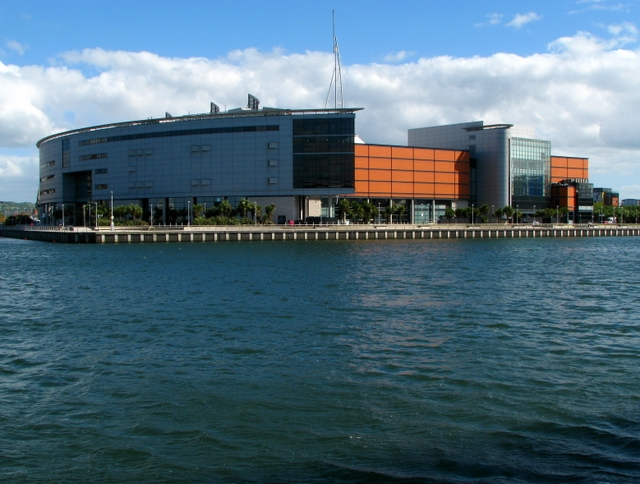
SSE Arena.

Le club est créé en 2000 et rejoint alors l’Ice Hockey Superleague. En 2003, il intègre l'Elite Ice Hockey League.

## Palmarès
Ice Hockey Superleague
- 2002

Championnat du Royaume-Uni
- Titres de saison régulière :
  - 2002, 2006, 2012, 2014, 2019, 2022, 2023, 2025
- Championnats de play-off :
  - 2003, 2010, 2023

Challenge Cup
- 2009, 2018, 2019, 2022, 2023, 2025

Knock Out Cup
- 2009